# Euploea cledonia
Euploea cledonia är en fjärilsart som beskrevs av Hans Fruhstorfer 1904. Euploea cledonia ingår i släktet Euploea och familjen praktfjärilar. Inga underarter finns listade i Catalogue of Life.